# Pyrantel
Pyrantel ist ein Arzneistoff gegen Wurmerkrankungen des Verdauungstraktes bei Mensch und Tier. Pyrantel gehört zur Gruppe der Tetrahydropyrimidine.

## Arzneistoff
Der Wirkstoff wird als Salz der Embonsäure (Pamoasäure) eingesetzt. Reines Pyrantelembonat bzw. Pyrantelpamoat ist ein geschmackloses, kristallines Salz von gelblichbrauner Farbe. In Wasser löst es sich nicht auf. Frisch hergestellte Stoffe sind nicht lange haltbar, da sie sich unter Licht, Luft und Wärme zersetzen. Durch geeignete Hilfsstoffe wird Pyrantelembonat als Kautablette oder Suspension formuliert (Humanmedizin). Für Tiere sind Pasten, Tabletten, Suspensionen und Pulver verfügbar.

## Anwendung
Pyrantel wirkt gegen Madenwürmer (Oxyuriasis), Spulwürmer (Ascariasis), Hakenwürmer (Ancylostoma duodenale), Fadenwürmer (Trichostrongylus colubriformis) und den Amerikanischen Hakenwurm (Necator americanus). Der Arzneistoff bewirkt durch Lähmung der muskelversorgenden Nerven in den Würmern eine Bewegungseinschränkung, die zur Ausscheidung aus dem Wirtsorganismus führt. Pyrantel ist ein Mittel der Wahl als Alternative zu dem Breitbandantihelminthikum Mebendazol. Gegen den Peitschenwurm wirkt es nur gering und ist zur Behandlung nicht angezeigt.
Pyrantel wird nur zu einem geringen Prozentsatz in den Blutkreislauf resorbiert. Die Spitzenkonzentration im Blutplasma tritt nach 1–3 Stunden ein. Die Ausscheidung erfolgt vorwiegend über den Stuhl und nur zu einem geringen Teil über die Niere.
Bei Erkrankung durch Madenwürmer sollte die ganze Wohngemeinschaft behandelt und die Kur nach zwei Wochen wiederholt werden.

## Warnhinweise
Bei bestehender Leberschädigung, einer Intoleranz gegenüber einem der pharmazeutischen Hilfsstoffe oder bei Kindern im Alter unter sechs Monaten darf das Medikament nicht angewandt werden. Ebenso ist die gleichzeitige Anwendung mit einem piperazinhaltigen Wurmmittel zu vermeiden. Die Behandlung während einer Schwangerschaft ist in Ausnahmefällen, nach Abwägung des Nutzen-Risiko-Verhältnis durch den behandelnden Arzt, möglich. Da Pyrantel in die Muttermilch übertritt, sollte eine stillende Frau unter der Behandlung die Milch während dieser Zeit verwerfen.
Amerikanische Ärzte warnen während der Behandlung vor dem Verzehr von Alkohol und dem Rauchen.

## Handelsnamen
Monopräparate
Cobantril (CH), Combantrin (A), Helmex (D) 
Veterinärmedizin
Banminth (A, D, CH), Combantrin (A), Dolpac (A), Drontal (A), Hippoparex (D), Hippotwin (A), Plerion (D, A), Sepantel (A), Welpan (A)